# Georg Friedrich Borcke
Georg Friedrich Borcke (* 8. März 1611 in Krienke; † 8. April 1660 in Greifswald) war ein deutscher Richter am Obertribunal Wismar und am königlich-schwedischen Hofgericht in Greifswald.

## Leben
Georg Friedrich Borcke entstammte dem pommerschen Adelsgeschlecht Borcke. Er studierte an den Universitäten Wittenberg und Leipzig. 1635 wurde er Referendar und 1646 Assessor am Hofgericht in Wolgast. Außerdem wurde er 1649 Kanonikus des Domkapitels in Cammin.
Bei der Gründung des Obertribunals Wismar 1653 wurde er dessen ältester Assessor und Stellvertreter von David Mevius. 1656 wurde er als Nachfolger des verstorbenen Arnolds von Bohlen zum Direktor des pommerschen Hofgerichts in Greifswald ernannt, wo er bis an sein Lebensende tätig war.